# Jalance
Jalance es un municipio de la Comunidad Valenciana, España, perteneciente a la provincia de Valencia, en la comarca del Valle de Ayora. Cuenta con una población de 803 habitantes (INE 2024). Se trata de un municipio castellanohablante, en el que el castellano cuenta con el predominio lingüístico reconocido legalmente.

## Geografía

Localización de Jalance respecto a la comarca del Valle de Ayora-Cofrentes

Integrado en la comarca de Valle de Ayora, se sitúa a 102 kilómetros de la capital valenciana. El término municipal está atravesado por la carretera nacional N-330 entre los pK 129 y 134.
El pueblo está situado en el centro del Valle de Ayora, en el lugar donde se juntan los ríos Júcar y Jarafuel. Todo el terreno se ve quebrado por cerros y muelas de una altura media entre 600 y 900 m. Destacan el vértice geodésico de Villar Agudo (895 m), el pico de la Muela (982 m), el pico de la Sierrecilla (911 m) y la loma de la Correa (902 m). Entre estos relieves, el Júcar entra en la Comunidad Valenciana y excava una inaccesible garganta entre los Chorros de la Jávea y la peña del Buitre, la cual se prolonga aguas arriba hacia Alcalá del Júcar, y se ensancha hacia el este por la confluencia del barranco del Agua y del río Jarafuel. En esa zona abrupta se encuentra la cueva de Don Juan. Por el este se produce el descenso brusco de la muela de Jalance, en la sierra de Alcolá, a 779 m, hacia la rambla de Sácaras, a 450 m. La altitud oscila entre los 982 m en el pico de la Muela, al suroeste, en la sierra del Boquerón, y los 340 m a orillas del río Júcar. El pueblo se alza a 455 m sobre el nivel del mar.
| Noroeste: Cofrentes                                      | Norte: Cofrentes | Noreste: Cofrentes     |
| Oeste: Balsa de Ves (Albacete) y Villa de Ves (Albacete) |                  | Este: Cortes de Pallás |
| Suroeste: Jarafuel                                       | Sur: Jarafuel    | Sureste: Jarafuel      |

## Historia
Aunque el Valle de Ayora fue reconquistado por Jaime I, éste lo entregó al rey de Castilla en cumplimiento de sus pactos, quedando como señorío del infante Manuel. En 1281 se convino entre Pedro el Grande y Alfonso X el sabio que estas tierras pasaran a formar parte del Reino de Valencia.
Tuvo por señores sucesivos a Bernat Sarriá, al conde de Ribagorza, a la reina Leonor, al infante Fernando y al duque de Gandía. Durante la guerra civil de 1836 el pueblo y su castillo fueron defendidos contra los ataques del cabecilla Quílez.
Las inundaciones de 1864 destruyeron todas sus huertas y molinos, llevándose las aguas del Júcar y su puente de sillería, cosa que ya sucedió también antes, en 1740, cuando el mismo río se llevó un puente de más de 200 m de longitud.

## Demografía
Jalance cuenta con una población de 803 habitantes (INE 2024).
| Gráfica de evolución demográfica de Jalance entre 1842 y 2021                                                       |
| |
| Población de derecho según los censos de población del INE Población de hecho según los censos de población del INE |

## Economía
Su economía está basada en la central nuclear de Cofrentes (convirtiéndolo en un pueblo urbanizado, donde predominan oficios del tercer sector), aunque antes fueron la agricultura y la ganadería. En el terreno de regadío, en donde el melocotonero ha desplazado a las moreras, en otro tiempo muy abundantes por la cría del gusano de seda; también se cultiva otro tipo de frutas, cereal y hortalizas. El secano es más extenso y está dedicado a almendros, vid y olivos, si bien la vid ha desaparecido ya casi por completo.

## Administración y política
| Periodo   | Nombre                      | Partido   |
| --------- | --------------------------- | --------- |
| 1979-1983 | Eduardo Mora                | UCD       |
| 1983-1987 | Francisco Piera Máñez       | PSPV-PSOE |
| 1987-1991 | Francisco Piera Máñez       | PSPV-PSOE |
| 1991-1995 | Ángel Abel Navarro Navarro  | PP        |
| 1995-1999 | Ángel Abel Navarro Navarro  | PP        |
| 1999-2003 | Ángel Abel Navarro Navarro  | PP        |
| 2003-2007 | Ángel Abel Navarro Navarro  | PP        |
| 2007-2011 | Ángel Abel Navarro Navarro  | PP        |
| 2011-2015 | Ana Isabel Piera Poveda     | PP        |
| 2015-2019 | José Ángel Navarro Máñez    | PSPV-PSOE |
| 2019-2023 | Manuel Gómez Fajardo        | PP        |
| 2023-act. | José Carlos Poveda Gabaldón | PP        |

## Monumentos y lugares de interés

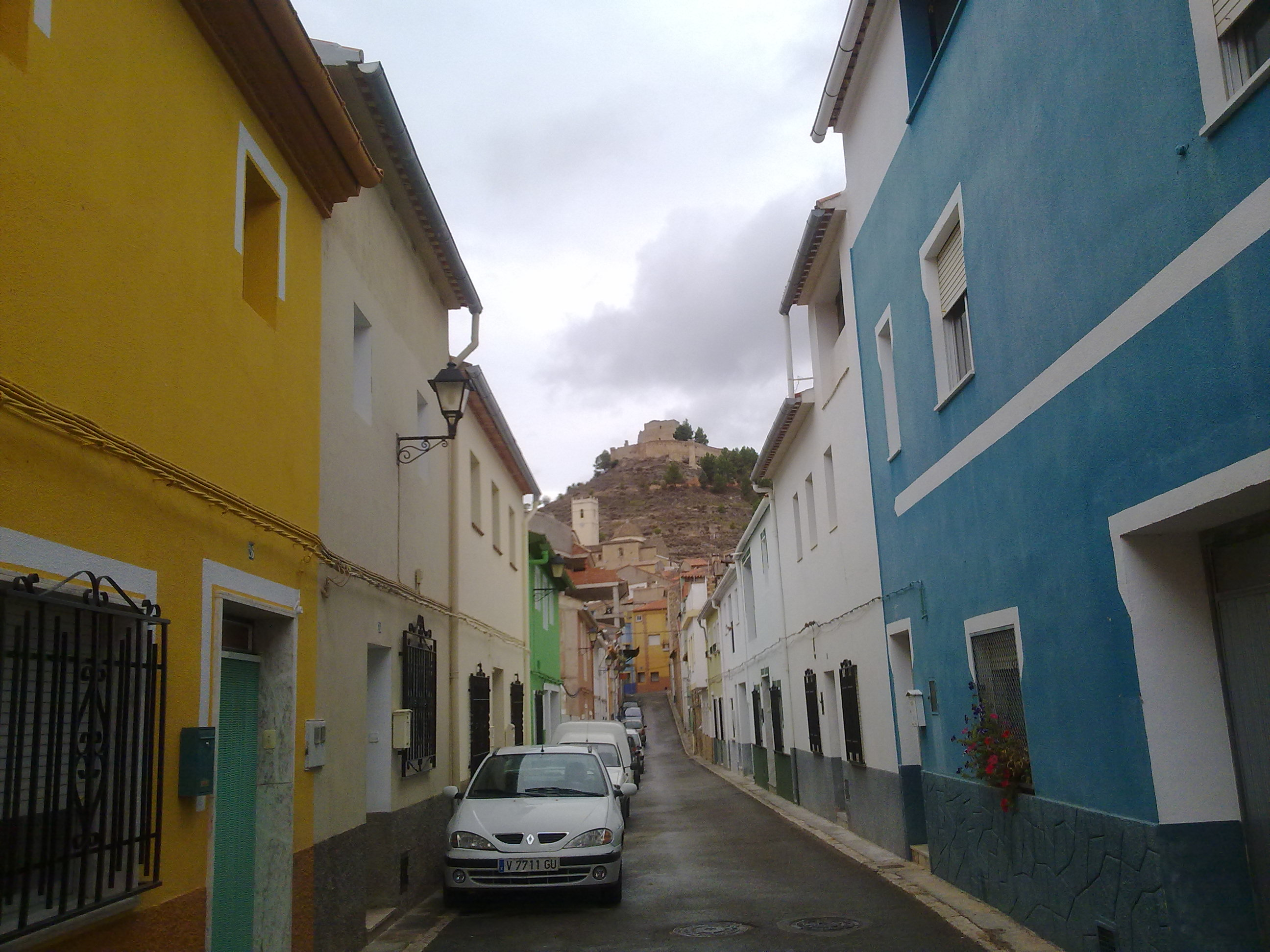
Vista de la iglesia y el castillo desde la calle Constitución

- Iglesia parroquial. La iglesia está dedicada a San Miguel Arcángel y se construyó en 1736, sobre el solar de otra más antigua. La iglesia parroquial de San Miguel Arcángel se encuentra en la parte más alta de la población, en la falda del cerro del Castillo. El actual edificio fue construido sobre otro más antiguo en 1736, momento en el que se le añade la torre campanario. La anterior iglesia resultó de la transformación, en 1535, de la mezquita de Xalans. Al comienzo de la Guerra Civil, en 1936, fue incendiada y saqueada, y entre las pérdidas se encontraban los libros del archivo eclesiástico desde 1623. El edificio es de estilo barroco, de una sola nave, con capillas entre contrafuertes y cubierta con bóveda de medio cañón. En el lado del evangelio se alza la torre campanario con planta cuadrangular de un solo cuerpo estructural. Sobre la puerta adintelada se encuentra una hornacina que alberga la imagen del titular. El aspecto que hoy tiene la plaza se debe a las obras de remodelación llevadas a cabo entre 2002 y 2004. Estas consistieron en la excavación de la ladera del cerro para la creación de una nueva calle, la construcción de un gran muro de piedra y de unas nuevas escaleras hasta ella. Se pavimentó toda la plaza con adoquines de granito y se colocó una gran cruz de cuatro metros de altura.
- Ermita de San Miguel. Al sur de la población y en lo alto de un pequeño cerro que rodea la calle Calvario, se encuentra la ermita de San Miguel. Fue construida en 1880. Se trata de un único edificio de planta cuadrada y con cornisa adornada por pináculos a los extremos. Posee una cúpula central de media naranja rematada por otra más pequeña que alberga la campana. Sobre la puerta se encuentra la fecha de construcción y el nombre de la ermita, y más arriba, en azulejos, la imagen de San Miguel. En la ermita y su entorno se han llevado a cabo algunas obras de mejora y acondicionamiento. Las últimas de trascendencia fueron en 1991 con la sustitución de los pasos, y en 1993 con la mejora de la subida con escalones y muros. Cada 29 de septiembre se celebra San Miguel con un traslado del santo a la iglesia donde se realiza solemne misa. Al finalizar se reparten los tradicionales rolletes de San Miguel y seguidamente romería hasta la ermita.
- Castillo. En la cima del cerro, a cuyos pies se encuentra la villa, se alza este castillo de origen árabe, que tuvo relativa importancia en la época medieval por su situación fronteriza entre ríos. Hoy está arruinado, pero todavía se conservan bastantes lienzos de murallas, restos de torreones y la base de la torre del homenaje. Las murallas fueron restauradas en el siglo XIX para dar cobijo a las gentes durante las guerras civiles entre carlistas y liberales. El castillo corona el cerro sobre el que a sus pies se extiende el casco urbano de Jalance. Su construcción se remonta al siglo XI, sobre las ruinas del poblado íbero, con el objetivo de proteger a los habitantes y la frontera del reino. La planta del castillo es irregular, completamente adaptada a la morfología del terreno. Todo el recinto estaba protegido por una potente muralla de casi 200 m de longitud y defendido por ocho torres semicirculares. Se diferencian dos partes: la celoquia, parte central y más elevada del castillo, y la albacara que, rodeando a esta primera, servía de refugio a la población. En el interior hay restos de tabiques realizados con yeso y cañas, estructuras que nada tienen que ver con el origen del castillo. Se trata de la última remodelación llevada a cabo en 1835 con motivo de la primera guerra carlista. En la reedificación del castillo ayudaron los vecinos de Jarafuel, quienes se refugiaron junto a los jalancinos cuando la partida del carlista Quilez atacó el pueblo y el castillo. La posición estratégica que ocupa lo convierte en un excelente mirador y emblema del pueblo, siendo la figura central del escudo de Jalance.
- La Cueva de Don Juan. Cueva de especial interés geológico, situada a unos doce kilómetros de la localidad por pista asfaltada. El acceso se encuentra en buenas condiciones y perfectamente señalizado. En este trayecto se pasa por parajes atractivos y de singular belleza (loma del Picazo, loma de los Capellanes, los cañones del Júcar, el Campichuelo, etc.), rodeados por una masa boscosa formada principalmente por pinos carrascos, pero donde los madroños, con sus jugosos frutos, tienen una gran presencia.

La cueva se enclava en la margen derecha de un barranco afluente del río Júcar, zona de abrupto relieve y encajados cursos fluviales, que ofrecen al visitante unas vistas panorámicas en un entorno rodeado de naturaleza y belleza, vistas que se pueden obtener desde cualquiera de los miradores acondicionados por la Agencia Valenciana de Turismo que se encuentran de camino hacia la cueva.
Se desarrolla en un contexto geológico de calizas microcristalinas, de pasta fina, del Santoniense. Son el inicio de los últimos sedimentos marinos del Cretácico Superior. El nivel de base impermeable lo encontramos en el Ceniaciense, nivel de margas ocres. Este tipo de roquedo, bastante puro y resistente, es el que suele ofrecer los mejores ejemplos de cuevas, como es el caso de la cueva de Don Juan.
En cuanto a las formas cársticas internas, en la cueva de Don Juan se pueden observar de todo tipo: estalactitas, estalagmitas, columnas, banderas, coladas,... Como elemento singular en la cueva mencionar la existencia de una surgencia colgada desarrollada en calcirruditas.
Los vestigios de presencia humana más antiguos hallados en la cueva de Don Juan son diversas herramientas de piedra, utillaje lítico usado para la caza que corresponde al período Mesolítico (8000 a 6000 a. C.). También aparecieron materiales de épocas posteriores, concretamente correspondientes a la Edad del Bronce Valenciano (1900 a 500 a. C.). Esta función de habitáculo que cumple la cueva se va reduciendo a simple cobijo temporal para pasar la noche o como refugio contra las inclemencias del tiempo por parte de pastores y cazadores. Tal y como nos muestra José Vicente Poveda en la Ruta de los Moriscos, en la cueva de Don Juan, a principios del siglo XVII, se refugiaron muchos de los seises del castillo de Jalance, unidos a los moriscos que huían de la Muela de Cortes, tras su decreto de
expulsión.

Allí, tres personajes cristianos, protagonizaron una disputa por el reparto del botín que dentro de la cueva escondían los moriscos. Estas figuras históricas eran los tres juanes:
- Don Juan Pacheco, cabo de la caballería y hermano del virrey de Valencia.
- Don Juan de Córdova, Maese de Campo del Tercio de Lombardía.
- Don Juan de Vergara, arrendatario de las rentas señoriales del Valle de Ayora.
En la misma cueva aconteció el siguiente episodio: «La cueva es de don Juan de Córdova y, en buena lid, los despojos en ella hallados a él pertenecen» –decían unos. «La cueva es de don Juan Pacheco, que sus tropas la rindieron, y suyo es el botín» – decían otros. «La cueva es de don Juan, sí, más de don Juan Vergara, mi señor, y suyos son los bienes que en ella están» –afirmaban los demás. En lo único en lo que todos estaban de acuerdo era en que la cueva era de Don Juan. El acondicionamiento turístico de la cueva, por parte de la corporación municipal, comenzó en las últimas décadas del siglo XX. Las continuas mejoras que se han ido realizando tanto en el acceso como en el interior de la cavidad, ha convertido a esta cueva en un hito turístico digno de ser visitado.
La cueva ha sido acondicionada para facilitar su visita. Las mejoras de los caminos y la construcción de un aparcamiento para autobuses y otro para turismos, ha facilitado el acceso hasta la cueva. Además, la construcción de escaleras y la instalación de barandillas, tanto en el exterior como en el recorrido interno de la cueva, asegura a los visitantes una visita segura y tranquila. A todo esto hay que añadir una adecuada iluminación a lo largo de todo el recorrido y de las amplias salas que forman la cueva así como una agradable música ambiental. Cerca de la entrada de la cueva hay un centro de recepción de visitantes donde se encuentra la cafetería, tienda, venta de entradas y sala de espera. El recorrido por el interior de la cueva es de unos quinientos metros y dura unos cuarenta minutos. Toda la visita está acompañada y explicada por atentas guías turísticas.

## Cultura

### Fiestas
- San Blas. El 3 de febrero y los días próximos se celebran las fiestas patronales de San Blas. Es tradición en estas fiestas cantar las coplillas a las 5 de la madrugada, mientras los cantores y músicos recorren las calles del pueblo hasta el amanecer. También durante estas fiestas son de destacar las comidas populares para toda la población.
- Fiestas mayores. Las fiestas en honor a la Virgen de la Asunción se celebran alrededor del 15 de agosto. Destacan de estas fiestas, el gran colorido y la diversidad de actos festivos que se llevan a cabo, con una alta participación y gran entusiasmo por parte de los habitantes y veraneantes de Jalance.
- Los Locos. El 28 de diciembre, día de los Santos Inocentes, se celebra la fiesta de los Locos, fiesta singular y característica de Jalance. Se tiene constancia escrita de su existencia a principios del siglo XVII, a través de los libros parroquiales, aunque se supone anterior debido al auge y la importancia que entonces tenía. Al comenzar el día, se nombra un Alcalde entre los Locos, que recibe de manos del alcalde de Jalance, el bastón de mando del pueblo, que será gobernado por ellos durante 24 horas. Los locos salen a las calles, acompañados de los músicos, ataviados con estrafalarias vestimentas y con la cara pintarrajeada, llamando a las puertas de las casas para pedir aportaciones para la fiesta, trepando por los balcones para sacar a bailar a las mujeres y parando a los coches para hacer bajar a los ocupantes y hacerles bailar con cualquiera que pasa en ese momento cerca.
- San Miguel. El día 29 de septiembre se celebra San Miguel, día que se realiza el tradicional reparto de los rolletes de San Miguel.